# Kenley Jansen
Kenley Geronimo Jansen (né le 30 septembre 1987 à Curaçao) est un lanceur de relève droitier des Braves d'Atlanta de la Ligue majeure de baseball.
Joueur des Dodgers de 2010 à 2021, il représente le club au match des étoiles du baseball majeur en 2016 et 2017. Il remporte le prix Trevor Hoffman du meilleur releveur de la Ligue nationale en 2016 et 2017.
International néerlandais, il joue pour l'équipe des Pays-Bas aux Classiques mondiales de baseball de 2009 et 2013.

## Carrière
Signé à titre d'agent libre amateur par les Dodgers de Los Angeles le 17 novembre 2004, Kenley Jansen joue à la position de receveur en ligues mineures. 
Jansen est le receveur titulaire de l'équipe des Pays-Bas lors de la Classique mondiale de baseball de 2009. Négligés face à la République dominicaine, les Néerlandais surprennent leurs adversaires 3-2. Jansen joue un rôle important dans la victoire, retirant le rapide Willy Taveras en tentative de vol du troisième but avec un seul retrait en neuvième manche.
Les Dodgers entreprennent en 2009 de convertir Jensen en lanceur. Il évolue presque exclusivement à cette position en 2010 pour les Inland Empire 66ers (A+) en Ligue de Californie et les Lookouts de Chattanooga (AA) de la Southern League. Il affiche un dossier de 5-1 avec ces deux clubs et une moyenne de points mérités de seulement 1,60 lorsqu'il est appelé par les Dodgers en juillet 2010. De plus, sa fiche est de 4-0 avec une moyenne de 1,67 avec Chattanooga seulement.

### Dodgers de Los Angeles

#### Saison 2010
Jensen joue son premier match en Ligue majeure comme lanceur de relève pour les Dodgers contre les Mets de New York le 24 juillet 2010. Il enregistre son premier sauvetage dans les grandes ligues le lendemain, 25 juillet, également contre les Mets et reçoit sa première victoire le 11 septembre contre Houston. À son premier passage chez les Dodgers, il n'accorde que 2 points à l'adversaire en 25 matchs, terminant avec une moyenne de points mérités de 0,67 et 41 retraits sur des prises en 27 manches lancées. Il totalise 4 sauvetages.

#### Saison 2011
En 2011, il passe la saison dans l'enclos de relève des Dodgers et continue ses excellentes performances : sa moyenne de points mérités pour la saison est de 2,85 en 51 parties. Il enregistre 96 retraits sur des prises en 53 manches et deux tiers au monticule, remporte deux victoires contre une première défaite en carrière et obtient 5 sauvetages. L'année 2011 est considéré comme sa saison recrue et il termine 7e au vote annuel désignant la recrue de l'année dans la Ligue nationale.

#### Saison 2012
En 2012, il présente une excellente moyenne de points mérités de 2,35 en 65 parties pour les Dodgers. Il enregistre 25 sauvetages, un sommet pour l'équipe, et 99 retraits sur des prises en 65 manches lancées en relève. Il est crédité de 5 victoires contre 3 défaites.

#### Saison 2013
Au printemps 2013, il fait de nouveau partie de l'équipe des Pays-Bas à la Classique mondiale de baseball.
En début de saison 2013, la mission de Jansen est de lancer la 8e manche pour préparer l'entrée dans le match du stoppeur attitré, Brandon League. Mais ce dernier faillit à la tâche et, dès juin, Jansen le remplace comme stoppeur. Il connaît une superbe saison avec une moyenne de points mérités de seulement 1,88 en 76 manches et deux tiers lancées, au cours desquelles il enregistre 111 retraits sur des prises et n'accorde que 18 buts-sur-balles. En 75 matchs, Jensen remporte 4 victoires contre 3 défaites et réalise 28 sauvetages.
Entré en jeu dans 6 matchs éliminatoires, il réussit deux sauvetages et 10 retraits sur des prises en 4 manches et un tiers lancées.

#### Saison 2014
Il termine 3e de la Ligue nationale avec 44 sauvetages pour les Dodgers en 2014. Sa moyenne de points mérités est à la hausse mais se chiffre à un excellent 2,76 en 65 manches et un tiers lancées en 68 matchs. Il n'apparaît que dans un seul match éliminatoire et enregistre le sauvetage lors d'un match face aux Cardinals de Saint-Louis.

#### Saison 2015
Opéré au pied gauche juste avant l'ouverture de l'entraînement de printemps des Dodgers en 2015, Jansen ne joue son premier match que le 15 mai. Sa première manche de travail à son retour, la 8e manche d'un match fae aux Rockies du Colorado, est inhabituelle alors qu'il doit retirer 4 frappeurs sur des prises en une manche, en l'occurrence Carlos González (sauf au premier but sur une balle passée), Nick Hundley, Drew Stubbs et DJ LeMahieu. Ce n'est que la 74e fois de l'histoire qu'une telle chose se produit et, dès le lendemain, son coéquipier des Dodgers Sergio Santos doit lui aussi réussir 4 retraits sur des prises dans une même manche.

#### Saison 2016
Jansen est invité pour la première fois au match des étoiles en 2016. Il réalise cette année-là 47 sauvetages pour les Dodgers, un nouveau sommet en carrière. Il remet aussi sa meilleure moyenne de points mérités : 1,83 en 68 manches et deux tiers lancées. Avec 104 retraits sur des prises, il possède un ratio de 13,6 retraits au bâton par 9 manches lancées en 2016.

#### Saison 2017
Agent libre après la saison 2016, Kenley Jansen est une cible de choix pour les Marlins de Miami, qui font à l'as releveur une offre généreuse,. Toutefois, 10 janvier 2017, il décide de rester chez les Dodgers, de qui il accepte l'offre de 80 millions de dollars pour 5 saisons.
Kenley Jansen n'accorde son premier but sur balles de la saison 2017 que le 25 juin, à Nolan Arenado des Rockies du Colorado ; il n'en avait pas accordé aux 112 frappeurs affrontés auparavant. Il compile 51 retraits sur des prises avant de donner son premier but sur balles de l'année, pulvérisant l'ancienne marque de 35 retraits sur des prises réussis avant d'accorder un premier but sur balles ne une saison, marque établie en 2013 par Adam Wainwright pour Saint-Louis,.
Kenley Jansen est élu meilleur releveur du mois de juin 2017 dans la Ligue nationale.
En juillet 2017, il est invité au match des étoiles pour la seconde année consécutive.
Jansen mène la Ligue nationale avec 41 sauvetages en 2017. Pour une deuxième fois de suite, il reçoit le prix Trevor Hoffman du meilleur releveur de la ligue.

## Statistiques
| Saison | Équipe     | G   | GS | CG | SHO | V  | D  | SV  | IP    | SO  | ERA  | WAR  |
| ------ | ---------- | --- | -- | -- | --- | -- | -- | --- | ----- | --- | ---- | ---- |
| 2010   | LA Dodgers | 25  | 0  | 0  | 0   | 1  | 0  | 4   | 27.0  | 41  | 0,67 | 1,4  |
| 2011   | LA Dodgers | 51  | 0  | 0  | 0   | 2  | 1  | 5   | 53.2  | 96  | 2,85 | 0,8  |
| 2012   | LA Dodgers | 65  | 0  | 0  | 0   | 5  | 3  | 25  | 65.0  | 99  | 2,35 | 1,9  |
| 2013   | LA Dodgers | 75  | 0  | 0  | 0   | 4  | 3  | 28  | 76.2  | 111 | 1,88 | 2,6  |
| 2014   | LA Dodgers | 68  | 0  | 0  | 0   | 2  | 3  | 44  | 65.1  | 101 | 2,76 | 1,2  |
| 2015   | LA Dodgers | 54  | 0  | 0  | 0   | 2  | 1  | 36  | 52.1  | 80  | 2,41 | 1,4  |
| 2016   | LA Dodgers | 71  | 0  | 0  | 0   | 3  | 2  | 47  | 68.2  | 104 | 1,83 | 2,8  |
| 2017   | LA Dodgers | 65  | 0  | 0  | 0   | 5  | 0  | 41  | 68.1  | 109 | 1,32 | 3,0  |
| 2018   | LA Dodgers | 69  | 0  | 0  | 0   | 1  | 5  | 38  | 71.2  | 82  | 3,01 | 0,6  |
| Totaux | Totaux     | 543 | 0  | 0  | 0   | 25 | 18 | 238 | 548.2 | 823 | 2,20 | 15,7 |

Note: G = Matches joués ; GS = Matches comme lanceur partant ; CG = Matches complets ; SHO = Blanchissages ; 
V = Victoires ; D = Défaites ; SV = Sauvetages ; IP = Manches lancées ; SO = retraits sur des prises ; ERA = Moyenne de points mérités.